# Copa Cataluña de fútbol 2016-17
La Copa Cataluña 2016-17 fue la 28ª edición de la Copa Cataluña. La competición empezó el 30 de julio de 2016 y fue jugada por equipos de Segunda División, Segunda División B, Tercera División y los equipos de arriba de Primera Catalana.

## Equipos clasificados
Los equipos siguientes compiten en la Copa Cataluña 2016-17.
3 equipos de Segunda División 2015-16:
- Gimnàstic
- Girona
- Llagostera

9 equipos de Segunda División B 2015-16:
- Reus Deportiu
- Lleida Esportiu
- Cornellà
- Sabadell
- Barcelona B
- Espanyol B
- 'Badalona
- L'Hospitalet
- Olot

16 equipos de la Tercera División 2015-16:
- Prat
- Gavà
- Europa
- Vilafranca
- Montañesa
- Sant Andreu
- Cerdanyola
- Júpiter
- Figueres
- Ascó
- Palamós
- Terrassa
- Manlleu
- Santfeliuenc
- Granollers
- Masnou

2 equipos de la Primera catalana 2015-16:
- Castelldefels
- Vilassar de Mar

## Torneo

### Primera ronda
- Exento: Olot

| 29 de julio de 2016, 20:30           | CF Gavà                      | 2:0 (0:0) | Espanyol B | Estadio de La Bòbila, Gavà       |                                  |
|                                      | - Sascha 58' - Sarmiento 83' | Reporte   |            | Árbitro(s): Sergi Carrero Romera | Árbitro(s): Sergi Carrero Romera |
| Se clasifica el Club de Futbol Gavà. |                              |           |            |                                  |                                  |

| 30 de julio de 2016, 19:00                 | CE Júpiter | 0:1 (0:1) | AE Prat      | Estadio de La Verneda, Barcelona |  |
|                                            |            |           | - Rosillo 4' |                                  |  |
| Se clasifica la Associació Esportiva Prat. |            |           |              |                                  |  |

| 30 de julio de 2016, 19:00               | UE Vilassar de Mar                                        | 2:2 (1:0) (t. s.)(4:5 p.)  | UE Cornellà                                            | Estadio Xevi Ramon, Vilassar de Mar |                                    |
|                                          | - Sascha 58' - Sarmiento 83'                              | Reporte                    |                                                        | Árbitro(s): Óscar Carballo Vázquez  | Árbitro(s): Óscar Carballo Vázquez |
|                                          |                                                           | Tiros desde el punto penal |                                                        |                                     |                                    |
|                                          | - Álvarez - Viamonte - González - Alayeto - Hualde - Pina |                            | - Gallego - Abraham - Édgar - Antonio - Serra - Sierra |                                     |                                    |
| Se clasifica la Unió Esportiva Cornellà. |                                                           |                            |                                                        |                                     |                                    |

| 30 de julio de 2016, 19:00                  | UE Sant Andreu | 1:0 (1:0) | CE L'Hospitalet | Estadio Narcís Sala, Barcelona |                               |
|                                             | - Carroza 35'  | Reporte   |                 | Árbitro(s): Fernández Morillo  | Árbitro(s): Fernández Morillo |
| Se clasifica el Unió Esportiva Sant Andreu. |                |           |                 |                                |                               |

| 30 de julio de 2016, 19:30       | FC Ascó | 0:0 (0:0) (t. s.)(4:5 p.) | Lleida Esportiu | Municipal de Ascó, Ascó |  |
| Se clasifica el Lleida Esportiu. |         |                           |                 |                         |  |

| 29 de julio de 2016, 20:30                | CF Montañesa | 1:1' (t. s.)(5:4 p.) | EC Granollers | Estadio Nou Barris, Barcelona |  |
| Se clasifica el Club de Fútbol Montañesa. |              |                      |               |                               |  |

| 30 de julio de 2016, 20:00              | FC Vilafranca | 2:0 (0:0) (t. s.)(5:4 p.) | CF Reus Deportiu | Municipal de Villafranca, Villafranca del Panadés |  |
| Se clasifica el Futbol Club Vilafranca. |               |                           |                  |                                                   |  |

| 31 de julio de 2016, 19:00               | UE Castelldefels | 0:2 (0:0) | CF Badalona                    | Estadio Els Canyars, Badalona |  |
|                                          |                  |           | - Èric Latorre 70' - Mousa 72' |                               |  |
| Se clasifica el Club de Futbol Badalona. |                  |           |                                |                               |  |

| 31 de julio de 2016, 19:00            | CE Europa      | 1:2 (1:0) | CD Masnou               | Estadio Nou Sardenya, Barcelona |  |
|                                       | - Reverter 15' |           | - Mendo 70' - Mendo 87' |                                 |  |
| Se clasifica el Club Deportiu Masnou. |                |           |                         |                                 |  |

| 31 de julio de 2016, 19:00               | AEC Manlleu      | 1:3 (1:2) | FC Barcelona B                | Municipal, Manlleu |  |
|                                          | - Manel Sala 29' |           | - Perea 27' - Cardona 34' 73' |                    |  |
| Se clasifica el Futbol Club Barcelona B. |                  |           |                               |                    |  |

| 31 de julio de 2016, 19:30            | Terrassa FC | 1:0 (0:0) | Santfeliuenc FC | Estadio Olímpico de Tarrasa, Tarrasa |  |
|                                       | - Borges 1' |           |                 |                                      |  |
| Se clasifica el Terrassa Futbol Club. |             |           |                 |                                      |  |

| 31 de julio de 2016, 20:00                             | Cerdanyola FC | 0:2 (0:1) | CE Sabadell FC                 | Estadio de Les Fontetes, Sardañola del Vallés |  |
|                                                        |               |           | - Batanero 25' - Padilla 90+3' |                                               |  |
| Se clasifica el Centre d'Esports Sabadell Futbol Club. |               |           |                                |                                               |  |

| 29 de julio de 2016, 20:30               | UE Figueres                                                               | 5:0 (2:0) | Palamós FC | Estadio Vilatenim, Figueras |  |
|                                          | - Revert 4' - Bonaventura 13' - Adrià 53' - Quimo 80' - Pep Chavarria 83' |           |            |                             |  |
| Se clasifica la Unió Esportiva Figueres. |                                                                           |           |            |                             |  |

### Segunda ronda
| 06 de agosto de 2016, 18:45      | CD Masnou | 0:3 (0:2) | Lleida Esportiu                 | Municipal, Masnou                |                                  |
|                                  |           | Reporte   | - Doncel 23' 53' - Valiente 40' | Árbitro(s): Gerard Brull Acerete | Árbitro(s): Gerard Brull Acerete |
| Se clasifica el Lleida Esportiu. |           |           |                                 |                                  |                                  |

| 06 de agosto de 2016, 19:30                | AE Prat                  | 2:1 (1:0) | CE Sabadell FC | Sagnier, El Prat de Llobregat              |                                            |
|                                            | - Piera 5' - Rosillo 56' | Reporte   | - Carreño 65'  | Árbitro(s): José Antonio Fernández Morillo | Árbitro(s): José Antonio Fernández Morillo |
| Se clasifica el Associació Esportiva Prat. |                          |           |                |                                            |                                            |

| 30 de julio de 2016, 19:30           | CF Gavà                                         | 3:2 (0:2) | Terrassa FC               | Estadio de La Bobila, Gavà |  |
|                                      | - Camps 51' - Sarmiento 88' - Cazorla 90' (pen) | Reporte   | - Grasa 12' - Alberto 23' |                            |  |
| Se clasifica el Club de Futbol Gavà. |                                                 |           |                           |                            |  |

| 07 de agosto de 2016, 19:00                 | UE Sant Andreu | 1:0 (1:0) | CF Montañesa | Estadio Narcís Sala, Barcelona    |                                   |
|                                             | - Luismi 11'   | Reporte   |              | Árbitro(s): David Congost Larrosa | Árbitro(s): David Congost Larrosa |
| Se clasifica el Unió Esportiva Sant Andreu. |                |           |              |                                   |                                   |

| 07 de agosto de 2016, 20:00              | UE Figueres                   | 2:2 (1:2) (3:1 p.)         | UE Olot                   | Estadio Vilatenim, Figueras                                  |                                                              |
|                                          | - Revert 44' - Cunill 84'     | Reporte                    | - Mas 29' 31'             | Asistencia: 600 espectadores Árbitro(s): Rubén Mancera Antón | Asistencia: 600 espectadores Árbitro(s): Rubén Mancera Antón |
|                                          |                               | Tiros desde el punto penal |                           |                                                              |                                                              |
|                                          | - Revert - del Campo - Molist |                            | - Blázquez - Santos - Mas |                                                              |                                                              |
| Se clasifica el Unió Esportiva Figueres. |                               |                            |                           |                                                              |                                                              |

| 07 de agosto de 2016, 20:00              | UE Cornellà | 0:2 (0:0) | Fútbol Club Barcelona B   | Nuevo Municipal, Cornellà de Llobregat |  |
|                                          |             | Reporte   | - Mújica 47' - Alfaro 78' |                                        |  |
| Se clasifica el Fútbol Club Barcelona B. |             |           |                           |                                        |  |

| 09 de agosto de 2016, 20:30              | FC Vilafranca                      | 1:1 (1:0) (3:5 p.)         | CF Badalona                           | Municipal, Villafranca del Panadés                                      |                                                                         |
|                                          | - Josu 29'                         | Reporte                    | - Moussa 76'                          | Asistencia: 300 espectadores Árbitro(s): Miguel Ángel Moreno Villaécija | Asistencia: 300 espectadores Árbitro(s): Miguel Ángel Moreno Villaécija |
|                                          |                                    | Tiros desde el punto penal |                                       |                                                                         |                                                                         |
|                                          | - Oribe - Díez - Castillo - Bernat |                            | - Moussa - Pi - Coch - Guzmán - Agudo |                                                                         |                                                                         |
| Se clasifica el Club de Futbol Badalona. |                                    |                            |                                       |                                                                         |                                                                         |

### Tercera ronda
- Exento: Prat

| 12 de agosto de 2016, 20:00                 | UE Sant Andreu         | 2:1 (0:0) (t. s.) | FC Barcelona B     | Estadio Narcís Sala, Barcelona                          |                                                         |
|                                             | - Sekou 57' - Toro 69' | Reporte           | - Jesus Alfaro 67' | Asistencia: 1500 espectadores Árbitro(s): García Fuster | Asistencia: 1500 espectadores Árbitro(s): García Fuster |
| Se clasifica la Unió Esportiva Sant Andreu. |                        |                   |                    |                                                         |                                                         |

| 14 de agosto de 2016, 19:30          | CF Gavà                               | 5:1 (2:1) (t. s.) | UE FIgueres  | Estadio de La Bòbila, Gavà |                           |
|                                      | - Garrós 30' 42' 62' - Sascha 48' 59' | Reporte           | - Revert 20' | Árbitro(s): Gómez Meneses  | Árbitro(s): Gómez Meneses |
| Se clasifica el Club de Futbol Gavà. |                                       |                   |              |                            |                           |

| 24 de agosto de 2016, 19:00              | CF Badalona                            | 3:1 (1:0) (t. s.) | Lleida Esportiu | Estadio Montigalà, Badalona        |                                    |
|                                          | - Robusté 10' - Agudo 84' - Moussa 90' |                   | - Martí 86'     | Árbitro(s): Gerard Castellet Julia | Árbitro(s): Gerard Castellet Julia |
| Se clasifica el Club de Futbol Badalona. |                                        |                   |                 |                                    |                                    |

### Fase final
|  | Cuartos de final | Cuartos de final |           |         | Semifinales             | Semifinales             |  |           | Final      | Final      |  |
|  | 05/10/2016       | 05/10/2016       |           |         | 09/11/2016 & 15/02/2017 | 09/11/2016 & 15/02/2017 |  |           | 28/03/2017 | 28/03/2017 |  |
|  |                  |                  |           |         |                         |                         |  |           |            |            |  |
|  |                  |                  |           |         |                         |                         |  |           |            |            |  |
|  | Gavà             | 0 (6)            |           |         |                         |                         |  |           |            |            |  |
|  | Gavà             | 0 (6)            |           |         |                         |                         |  |           |            |            |  |
|  | UE Llagostera    | 0 (5)            |           |         |                         |                         |  |           |            |            |  |
|  | UE Llagostera    | 0 (5)            |           | CF Gavà | 0 (1)                   |                         |  |           |            |            |  |
|  |                  |                  |           | CF Gavà | 0 (1)                   |                         |  |           |            |            |  |
|  |                  |                  | Gimnàstic | 0 (2)   |                         |                         |  |           |            |            |  |
|  | UE Sant Andreu   | 0 (2)            | Gimnàstic | 0 (2)   |                         |                         |  |           |            |            |  |
|  | UE Sant Andreu   | 0 (2)            |           |         |                         |                         |  |           |            |            |  |
|  | Gimnàstic        | 0 (4)            |           |         |                         |                         |  |           |            |            |  |
|  | Gimnàstic        | 0 (4)            |           |         |                         |                         |  | Gimnàstic | 0 (4)      |            |  |
|  |                  |                  |           |         |                         |                         |  | Gimnàstic | 0 (4)      |            |  |
|  |                  |                  | Girona FC | 0 (3)   |                         |                         |  |           |            |            |  |
|  |                  |                  | Girona FC | 0 (3)   |                         |                         |  |           |            |            |  |
|  |                  |                  |           |         |                         |                         |  |           |            |            |  |
|  |                  |                  |           |         |                         |                         |  |           |            |            |  |
|  |                  | CF Badalona      | 0         |         |                         |                         |  |           |            |            |  |
|  |                  |                  | 0         |         |                         |                         |  |           |            |            |  |
|  |                  |                  | Girona FC | 1       |                         |                         |  |           |            |            |  |
|  | AE Prat          | 0                | Girona FC | 1       |                         |                         |  |           |            |            |  |
|  | AE Prat          | 0                |           |         |                         |                         |  |           |            |            |  |
|  | Girona FC        | 3                |           |         |                         |                         |  |           |            |            |  |
|  | Girona FC        | 3                |           |         |                         |                         |  |           |            |            |  |
|  |                  |                  |           |         |                         |                         |  |           |            |            |  |

### Cuarta ronda
- Exento: Badalona

| 05 de octubre de 2016, 20:00        | AE Prat | 0:3 (0:1) | Girona FC                               | Sagnier, El Prat de Llobregat                               |                                                             |
|                                     |         | Reporte   | - Cristian Herrera 4' 84' - Granell 64' | Asistencia: 550 espectadores Árbitro(s): Rodríguez Enríquez | Asistencia: 550 espectadores Árbitro(s): Rodríguez Enríquez |
| Se clasifica el Girona Futbol Club. |         |           |                                         |                                                             |                                                             |

| 05 de octubre de 2016, 20:00         | CF Gavà                                                                 | 0:0 (0:0) (6:5 p.)         | UE Llagostera                                                                  | Estadio de La Bòbila, Gavà   |                              |
|                                      |                                                                         | Reporte                    |                                                                                | Árbitro(s): Montoro Ferreiro | Árbitro(s): Montoro Ferreiro |
|                                      |                                                                         | Tiros desde el punto penal |                                                                                |                              |                              |
|                                      | - Cazorla - David Jiménez - Jordi César - Fernando - Camps - Plà - Kata |                            | - Marc Martínez - Albarrán - Setti - Masú - Shafa - Soufiane - Carlos Martínez |                              |                              |
| Se clasifica el Club de Futbol Gavà. |                                                                         |                            |                                                                                |                              |                              |

| 05 de octubre de 2016, 20:00     | UE Sant Andreu                               | 0:0 (0:0)                  | Gimnàstic de Tarragona                   | Sagnier, El Prat de Llobregat                               |                                                             |
|                                  |                                              | Reporte                    | - Cristian Herrera 4' 84' - Granell 64'  | Asistencia: 550 espectadores Árbitro(s): Rodríguez Enríquez | Asistencia: 550 espectadores Árbitro(s): Rodríguez Enríquez |
|                                  |                                              | Tiros desde el punto penal |                                          |                                                             |                                                             |
|                                  | - Alcover - Arjona - Jorge Muñoz - Santoalla |                            | - Rayco - Muñiz - Ricky - Maloku - Giner |                                                             |                                                             |
| Se clasifica el Lleida Esportiu. |                                              |                            |                                          |                                                             |                                                             |

### Semifinales
| 05 de octubre de 2016, 20:00                 | CF Gavà                                               | 0:0 (0:0) (1:2 p.)         | Gimnàstic de Tarragona                                    | Estadio de La Bòbila, Gavà                                |                                                           |
|                                              |                                                       | Reporte                    |                                                           | Asistencia: 200 espectadores Árbitro(s): Carballo Vázquez | Asistencia: 200 espectadores Árbitro(s): Carballo Vázquez |
|                                              |                                                       | Tiros desde el punto penal |                                                           |                                                           |                                                           |
|                                              | - Cristian Herrera - Jordi César - Joel - Plà - Camps |                            | - José Carlos - Ruxi - Roguer Brugué - Iván Vidal - Rayco |                                                           |                                                           |
| Se clasifica el Club Gimnàstic de Tarragona. |                                                       |                            |                                                           |                                                           |                                                           |

| 15 de febrero de 2017, 19:30        | CF Badalona | 0:1 (0:0) | Girona FC    | Estadio Montigalà, Badalona                              |                                                          |
|                                     |             | Reporte   | - Cámara 71' | Asistencia: 1000 espectadores Árbitro(s): Carrero Romera | Asistencia: 1000 espectadores Árbitro(s): Carrero Romera |
| Se clasifica el Girona Futbol Club. |             |           |              |                                                          |                                                          |

### Final
El estadio de la final fue el Camp Municipal d'Olot.
| 33         | POR        | Bandera de España | José Perales |
| -          | DEF        | Bandera de ?      |              |
| -          | DEF        | Bandera de ?      |              |
| -          | DEF        | Bandera de ?      |              |
| -          | DEF        | Bandera de ?      |              |
| -          | MED        | Bandera de ?      |              |
| -          | MED        | Bandera de ?      |              |
| -          | MED        | Bandera de ?      |              |
| -          | DEL        | Bandera de ?      |              |
| -          | DEL        | Bandera de ?      |              |
| -          | DEL        | Bandera de ?      |              |
| Entrenador | Entrenador | Miguel Álvarez    |              |

| -          | POR        | Bandera de ? |  |
| -          | DEF        | Bandera de ? |  |
| -          | DEF        | Bandera de ? |  |
| -          | DEF        | Bandera de ? |  |
| -          | DEF        | Bandera de ? |  |
| -          | MED        | Bandera de ? |  |
| -          | MED        | Bandera de ? |  |
| -          | MED        | Bandera de ? |  |
| -          | DEL        | Bandera de ? |  |
| -          | DEL        | Bandera de ? |  |
| -          | DEL        | Bandera de ? |  |
| Entrenador | Entrenador | Gerard López |  |

| Árbitro:             | Bandera de ? |
| Árbitros asistentes: | Bandera de ? |
| Árbitros asistentes: | Bandera de ? |
| Cuarto árbitro:      | Bandera de ? |
| Reporte              |              |

| 33         | POR        | Bandera de España | José Perales |
| -          | DEF        | Bandera de ?      |              |
| -          | DEF        | Bandera de ?      |              |
| -          | DEF        | Bandera de ?      |              |
| -          | DEF        | Bandera de ?      |              |
| -          | MED        | Bandera de ?      |              |
| -          | MED        | Bandera de ?      |              |
| -          | MED        | Bandera de ?      |              |
| -          | DEL        | Bandera de ?      |              |
| -          | DEL        | Bandera de ?      |              |
| -          | DEL        | Bandera de ?      |              |
| Entrenador | Entrenador | Miguel Álvarez    |              |

| -          | POR        | Bandera de ? |  |
| -          | DEF        | Bandera de ? |  |
| -          | DEF        | Bandera de ? |  |
| -          | DEF        | Bandera de ? |  |
| -          | DEF        | Bandera de ? |  |
| -          | MED        | Bandera de ? |  |
| -          | MED        | Bandera de ? |  |
| -          | MED        | Bandera de ? |  |
| -          | DEL        | Bandera de ? |  |
| -          | DEL        | Bandera de ? |  |
| -          | DEL        | Bandera de ? |  |
| Entrenador | Entrenador | Gerard López |  |

| Árbitro:             | Bandera de ? |
| Árbitros asistentes: | Bandera de ? |
| Árbitros asistentes: | Bandera de ? |
| Cuarto árbitro:      | Bandera de ? |
| Reporte              |              |